# Landwehrbezirk
Der Landwehrbezirk (auch Landwehrbataillonsbezirk) war in Preußen und dem Deutschen Reich eine Unterabteilung (Bezirk) des Staatsgebietes, die einer militärischen Behörde, hier dem Bezirkskommando, unterstellt war. Auf der Einteilung des Reiches in Landwehrbezirke beruhte das Ersatzwesen.

## Aufgaben
Das Bezirkskommando betrieb als dem Generalkommando unterstehende militärische Behörde in Verbindung mit den bürgerlichen Behörden (Landrat) die Wehr-Ersatzangelegenheiten und übte die Kontrolle über die Personen des Beurlaubtenstandes (Offiziere und Mannschaften) aus. Es war für die Aufbewahrung von Bekleidungs- und Ausrüstungsstücken der Landwehr und Reservebataillone und für die Einberufung und Gestellung der Beurlaubten zu Übungen und zur Mobilmachung zuständig.
Das jährliche Ersatzgeschäft begann mit dem Vorbereitungsgeschäft, gefolgt vom Musterungsgeschäft und der Auslosung der voraussichtlichen Reihenfolge der Einstellungen der Militärdiensttauglichen. Im eigentlichen Aushebungsgeschäft entschied die Oberersatzkommission endgültig, in welchen Truppenteil der Wehrpflichtige eingestellt wird oder ob er der Ersatzreserve zu überweisen ist.

## Organisation
Ende der 1880er Jahre hatte das Deutsche Reich drei Reservelandwehr-Regimentsbezirke (Berlin mit vier, Breslau und Köln mit je zwei Bataillonsbezirken), 13 selbständige Reservelandwehr- und 259 Landwehrbataillonsbezirke.
Anfang des 20. Jahrhunderts bestanden zweiundzwanzig Armeekorpsbezirke (meist identisch mit Provinzen oder Königreichen), die einen Ersatzbezirk für die in ihm stationierten Truppenteile bildeten. In jedem Ersatzbezirk gab es vier Infanteriebrigadebezirke, die wiederum in mehrere Landwehrbezirke aufgeteilt wurden. Die Landwehrbezirke bildeten ihrerseits mehrere Aushebungsbezirke und wenn nötig Musterungsbezirke.
Den Landwehrbezirken standen jeweils in der Regel inaktive Stabsoffiziere als Kommandeure vor, in Ausnahmefällen auch ein Hauptmann. Dem Bezirkskommandeur waren ein aktiver Leutnant als Bezirksadjutant sowie mehrere Bezirks- und Kontrolloffiziere zugeteilt.